# Toccolus
Toccolus is een geslacht van hooiwagens uit de familie Epedanidae.
De wetenschappelijke naam Toccolus is voor het eerst geldig gepubliceerd door Roewer in 1927. 

## Soorten
Toccolus omvat de volgende 5 soorten:
- Toccolus chibai
- Toccolus globitarsis
- Toccolus javanensis
- Toccolus kuryi
- Toccolus minimus